# Johan Rockström
Johan Rockström (31 dicembre 1965) è un ecologo e ricercatore svedese nel campo delle scienze della Terra. È riconosciuto a livello internazionale per il suo lavoro sui temi della sostenibilità globale.
È classificato tra i ricercatori più citati al mondo da Clarivate Analytics.

## Biografia

### Formazione
Johan Rockström ha studiato presso l'Università svedese di scienze agrarie di Uppsala (scienze della Terra e idrologia) e presso l'Institut national de la recherche agronomique di Parigi dal 1987 al 1991. Ha conseguito il dottorato di ricerca nel 1997 presso l'Università di Stoccolma, dove la sua ricerca riguardava "Ecologia dei sistemi e gestione delle risorse naturali".

### Incarichi
Johan Rockström è stato direttore esecutivo dello Stockholm Environment Institute dal 2004 al 2012 e direttore dello Stockholm Resilience Center dal 2007 al 2018.
Nel 2018 è diventato direttore congiunto del Potsdam Institute for Climate Impact Research (PIK), con sede in Germania, con l'attuale vicedirettore del PIK, il professor Ottmar Edenhofer, economista climatico. Rockström ed Edenhofer seguono il direttore del PIK, il professor Hans Joachim Schellnhuber.
Attualmente è professore di Scienze del sistema terrestre all'Università di Potsdam e Professore di sistemi idrici e sostenibilità globale all'Università di Stoccolma. 
È anche membro del consiglio di amministrazione della EAT Foundation, della KR Foundation, della Global Challenges Foundation, membro della Earth League e presidente della Future Earth e della Earth Commission.
Inoltre, è il capo scienziato di Conservation International e membro del gruppo consultivo della Banca europea per gli investimenti.
È stato relatore in vari incontri e organizzazioni internazionali di alto livello, come il World Economic Forum, l'Assemblea Generale delle Nazioni Unite (UNGA), la Rete delle Nazioni Unite per lo Sviluppo Sostenibile (SDSN) e la Convenzione quadro delle Nazioni Unite sui cambiamenti climatici (UNFCCC).
Nel 2020 è diventato membro dell'Accademia tedesca delle scienze Leopoldina.

## Attività di ricerca
Il primo ambito di ricerca scientifica di Rockström ha incluso argomenti inter e transdisciplinari sulle risorse idriche globali e sulla gestione dell'uso del territorio, nonché sulla resilienza socio-ecologica e sui cicli globali dei materiali.
Nel 2009, il team guidato da Rockström ha sviluppato il quadro del confini planetari (Planetary Boundaries),  sostiene che i nove confini planetari presentati nel quadro, dal clima alla biodiversità, siano fondamentali per mantenere uno "spazio operativo sicuro per l'umanità".

## Attività di divulgazione e consulenza
Rockström si impegna anche in attività di divulgazione scientifica e fornisce consulenza ad es. alle istituzioni delle Nazioni Unite e ha partecipato a diversi eventi della TED.
La sua notorietà lo ha fatto comparire nei media come nel 2021 nel documentario  Netflix Breaking Boundaries dal quale ha tratto il libro Breaking Boundaries: The Science Behind our Planet.

## Riconoscimenti
- 2009 Persona svedese dell'anno, dal giornale Fokus, per essere un ponte tra la scienza e la società[nota1 1][1]
- 2010 Classificato come la seconda persona più influente in Svezia sulle questioni ambientali dalla rivista Miljöaktuellt
- Social Capitalist Award assegnato dalla rivista si business Veckans Affärer
- 2013 Agronomo dell'anno, Agronomist Association (Swedish Association of Professional Scientists)[1]
- 2014 Premio per l'ambiente Lawrence S. Huntington del Woods Hole Research Center[1]
- 2015 International Cosmos Prize[1]
- 2015 German Environmental Prize[2]
- 2017 Hillary Laureate[3]
- 2020 Laurea, Prince Albert II of Monaco Foundation Award [4]
- 2023 Premio Valore Pubblico[5]